# Philosophia ancilla theologiae
Philosophia ancilla theologiae („Die Philosophie ist die Magd der Theologie“) ist eine lateinische Phrase, die ausdrückt, dass die natürliche (nicht durch Gnade bzw. Offenbarung erhellte) Vernunft der Theologie als höchster Wissenschaft untersteht, wobei die Ranghöhe letzterer z. B. bei Thomas von Aquin u. a. mit der Ranghöhe „ihres“ Gegenstands begründet wird. Die Formulierung „Philosophia ancilla theologiae“ wird dem italienischen Bischof und Kirchenlehrer Petrus Damiani (um 1006–1072) zugeschrieben. Als Zitat lässt sich die Formulierung  bei ihm nicht exakt nachweisen, wenngleich der Gedanke inhaltlich hier erstmals formuliert wird: [Philosophia] „non debet ius magisterii sibimet arroganter suscipere, sed velut ancilla dominae quodam famulatus obsequio subservire.“ Für das Verständnis dieses Zitats muss das damalige Verständnis der Philosophie bedacht werden. Da die artes liberales im Mittelalter der Philosophie zugerechnet wurden, beinhaltete diese Disziplin sämtliche Wissenschaften und Künste, mit denen man sich jenseits der Theologie, Jurisprudenz und Medizin befasste. 